# 下仁田ジオパーク
下仁田ジオパーク（しもにたジオパーク、英:Shimonita Geopark）は、群馬県甘楽郡下仁田町の全域をテリトリーとするジオパークである。
地質学的な資源が多数点在し、地質の宝庫といわれ日本でも地質的に貴重な場所と言われている。2011年（平成23年）9月に日本ジオパークネットワークへの加盟が認定された。ジオサイトの一つである荒船風穴（国の史跡）は2014年（平成26年）6月にユネスコの世界遺産に登録された。
町内の異なる外部団体に所属する「ねぎ坊」と「にゃくっち」の2体がマスコットキャラクターを兼務している。

## テーマ
「多様な大地の変動から古代人の足音まで」

## 6つのストーリー
1. 海底から大地へ
2. 根なし山の形成
3. 中央構造線の活動
4. たび重なる火山活動　「本宿陥没」と「妙義火山」
5. 段丘の形成と古代人の住居
6. ジオと人の関わり

史跡・荒船風穴は2014年6月には「富岡製糸場と絹産業遺産群」の一つとして世界遺産に登録された。

## 地域活動
- 下仁田自然学校

下仁田町の恵まれた自然環境を生かせるような学校を目指し、1999年設立。 地質研究活動を中心に、豊かな自然を有する下仁田町で子供達が、自然とふれあい学びあう楽しい学校となることを願い活動をしている。
- 紫陽花を育てる会

下仁田のあじさい園で約3ヘクタールの敷地に約2万株のアジサイと約1千本のサルスベリを植栽しており、関東でも有数のあじさい園となっている。毎年6月下旬から7月上旬にかけてあじさい祭を開催している。
- 日本ジオパーク下仁田応援団

地域住民を中心に構成されている。活動は道路河川ジオサイトの清掃美化活動、観光ジオパークのPR活動、ガイド活動等を行っている。
他にも様々な団体が地域活動を行っている。

## ジオサイト
- 下仁田のジオサイトは以下で構成されている。

- 荒船山
- 史跡荒船風穴
- 荒船の湯
- 神津牧場
- 阿唱念の滝
- じぃとばぁ
- 天狗の足跡
- 虻田福寿草の里
- 中小坂鉄山
- 妙義山
- 小坂坂峠道
- 鬼ヶ沢橋梁
- 下仁田町歴史館
- 川井の断層
- 青岩公園
- 下仁田層
- こんにゃく体験道場
- 下仁田町自然史館
- 跡倉クリッペのすべり面
- 宮室の逆転層
- 跡倉れき岩
- 大桑原のしゅう曲
- 蒔田不動の滝
- 馬山丘陵
- 富岡層群小幡層
- 道の駅しもにた
- 奥栗山渓谷
- 稲含山
- 茂垣の枕状溶岩
- はねこし峡

## 拠点施設
- 下仁田町自然史館

## インフォメーション
- 下仁田町観光協会
- 下仁田町自然史館